# Viriato Fiallo
Viriato Alberto Fiallo Rodríguez, médico y político dominicano del siglo XX. Nació el 28 de octubre de 1895, muere el 4 de octubre de 1983, hijo de Alberto Fiallo Cabral y Ramona Rodríguez Germes. Se casó en 1920 con su prima Prudencia Fiallo Lluberes (hija de su tío Fabio Fiallo Cabral), con quien procreó dos hijos: Fabio Alberto y Rafael Arístides Fiallo Fiallo.

## Inicios
Viriato Fiallo emergió como un gran líder a la caída de la tiranía cuando encarnó los sentimientos antitrujillistas y fue exaltado por sus luchas y conducta impoluta. “Antes era conocido superficialmente, fue médico de los bateyes de la Casa Vicini y estuvo presidiendo el Comité Domínico-alemán.
Egresado de la Universidad Autónoma de Santo Domingo, con el título de Médico Cirujano.
- En 1920 fue presidente de la Asociación de Estudiantes y de la Juventud Independiente y miembro fundador de la Asociación de Maestros de Santo Domingo.
- 1927, presidente de la Asociación de Maestros de Santo Domingo
- 1929, Dirigente del Comité directivo del Movimiento Pro-Autonomía Escolar y Universitaria.
- 1932, Fundador y profesor de filosofía de la Facultad Libre de Filosofía de la Universidad de Santo Domingo
- 1934-1946, Ejerce la Medicina y dicta conferencias médicas y filosóficas.

## Política
Fue encarcelado en varias ocasiones por ser un abierto opositor al régimen de Trujillo, a raíz de la muerte del dictador funda la Unión Cívica Nacional, como un movimiento apartidista con el objetivo principal de la salida de los Trujillo y sus relacionados, convirtiendo tiempo después el movimiento en partido político con miras a las elecciones presidenciales de 1962, participa como candidato a la Presidencia de la República, en una campaña electoral sin precedentes en el país, en que se vuelcan al activismo político las grandes masas populares del país.

## Mitin Parque Independencia 1962
Viriato Fiallo como presidente de este movimiento dirigió un emotivo discurso instando al pueblo a rechazar la política de Joaquín Balaguer:
Quiero que me oigan bien que me presten toda la atención. Unión Cívica Nacional no es un partido político, nacimos para un alto y definido propósito de dignidad humana, la creación de un ambiente propicio para que sea realidad la democracia y la expresión suprema del sufragio universal y libre…, es necesario que el presidente Balaguer sepa que la familia dominicana está viviendo días de angustias supremas, de tristeza continua y de dolor que no aminora, con todo ella desde esta tribuna de sinceridad y de decencia, en nombre de Unión Cívica Nacional yo le pido al presidente Balaguer; ¡basta ya!!! Por Dios presidente Balaguer en nombre del noble y sufrido pueblo dominicano, grite, Ordene: ¡Basta ya!!!!
Viriato Fiallo era odiado y temido por las familias más ricas, que habían sido favorecidas por la dictadura de Trujillo, y pensaban que en un gobierno de la Unión Cívica se podría desatar una especie de ira en contra de todos los que fuesen vinculados al trujillismo.
En 1963 sufre un atentado, con una bomba en la casa, de la cual sale ileso.

## Finales
Fue derrotado por Juan Bosch en las elecciones del año 1962 y en 1964 renunció como presidente de la UCN por haber fracasado, se apartó de la política. Rechazó a los expresidentes Joaquín Balaguer y Salvador Jorge Blanco la Orden del Mérito de Duarte, Sánchez y Mella, alegando que “los deberes ciudadanos hacia la patria nunca deben ser galardonados”. Murió el 4 de octubre de 1983, en su residencia de la avenida Independencia, en Santo Domingo.